# Kartvelski jezici
Kartvelski jezici (ili južnokavkaski jezici) su jezici koji se govore na Kavkazu, od kojih gruzijski ima najviše govornika. Ponekad ih se uključuje sa sjevernokavkaskim jezicima u širu kavkasku porodicu.
Jezična porodica je izolirana, iako je neki dovode u vezu sa sjevernokavkaskim jezicima.
Sastoji se od tri osnovne skupine s ukupno 5 jezika, od kojih se navodi da judeogruzijski možda nije poseban jezik, ali ima status posebnog jezika:
a) Gruzijski: gruzijski [kat], judeogruzijski [jge].
b) Svanski: svanski [sva].
c) Zanski: čanski ili lazijski [lzz], mingrelski [xmf]

## Vanjske poveznice
- Ethnologue (14th)
- Ethnologue (15th)